# 穆捷 (伊勒-维莱讷省)
穆捷（法語：Moutiers，法語發音：[mutje]）是法国伊勒-维莱讷省的一个市镇，位于该省东南部，属于富热尔-维特雷区。

## 地理
穆捷（47°58'2"N, 1°12'50"W）面积17.64 平方千米，位于法国布列塔尼大區伊勒-维莱讷省，该省份为法国西北部沿海省份，位于布列塔尼半岛东部，北濒大西洋，西接阿摩尔滨海省和莫尔比昂省，南至大西洋卢瓦尔省，西南端接曼恩-卢瓦尔省，东临马耶讷省，东北与芒什省接壤。
与穆捷接壤的市镇（或旧市镇、城区）包括：布列塔尼地区拉盖尔什、塞什河畔阿瓦耶、多马兰、塞什河畔热讷、圣日耳曼迪皮内勒。

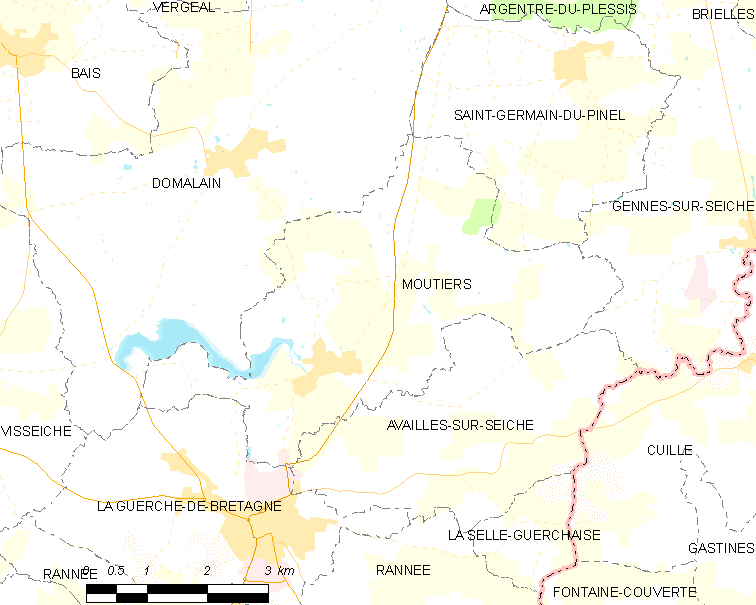
的OSM定位图

穆捷的时区为UTC+01:00、UTC+02:00（夏令时）。

## 行政
穆捷的邮政编码为35130，INSEE市镇编码为35200。

## 政治
穆捷所属的省级选区为布列塔尼地区拉盖尔什县。

## 人口

1962-2008年间人口变化图示

穆捷于2022年1月1日时的人口数量为905人。